# Mont Pantokrátor

Carte topographique de l'île de Corfou avec le mont Pantokrátor dans sa partie nord.

 (mars 2012).
Si vous disposez d'ouvrages ou d'articles de référence ou si vous connaissez des sites web de qualité traitant du thème abordé ici, merci de compléter l'article en donnant les références utiles à sa vérifiabilité et en les liant à la section « Notes et références ».
Le mont Pantokrátor (en grec moderne : Όρος Παντοκράτορας) est le point culminant de l'île de Corfou, en Grèce. Il se situe au nord de cette île.
Depuis le sommet on peut apercevoir, par temps clair, l'Albanie et la Grèce continentale. Il s'y trouve, à côté d'un café pour les touristes et un centre de télécommunications, un monastère qui est encore occupé durant les mois d'été. Initialement ce monastère fut érigé là en 1374 mais il fut détruit au début du XVIe siècle lors du siège turc, puis reconstruit par les habitants des villages alentour en 1689. 

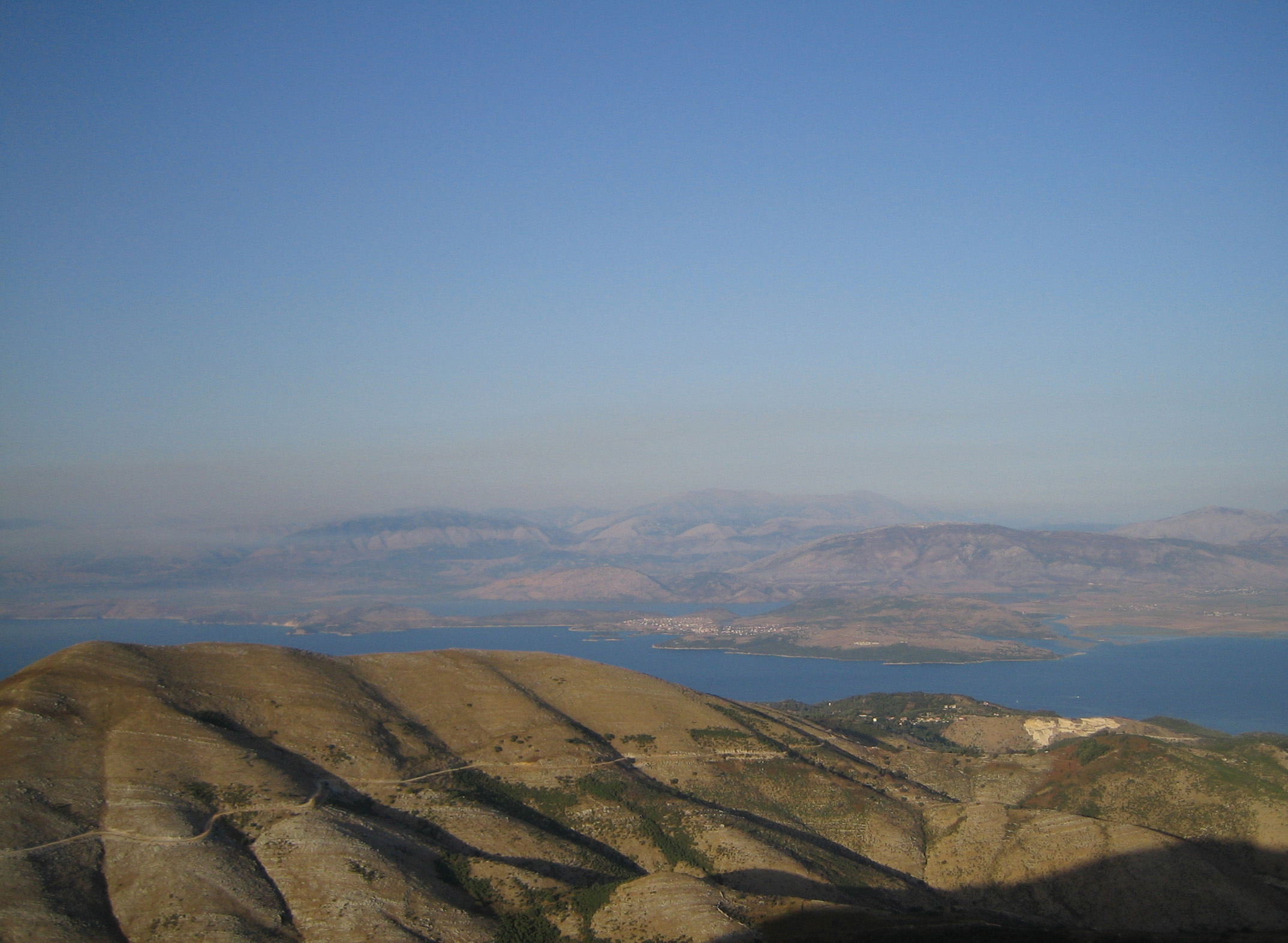
Vue de l'Albanie depuis le mont Pantokrátor
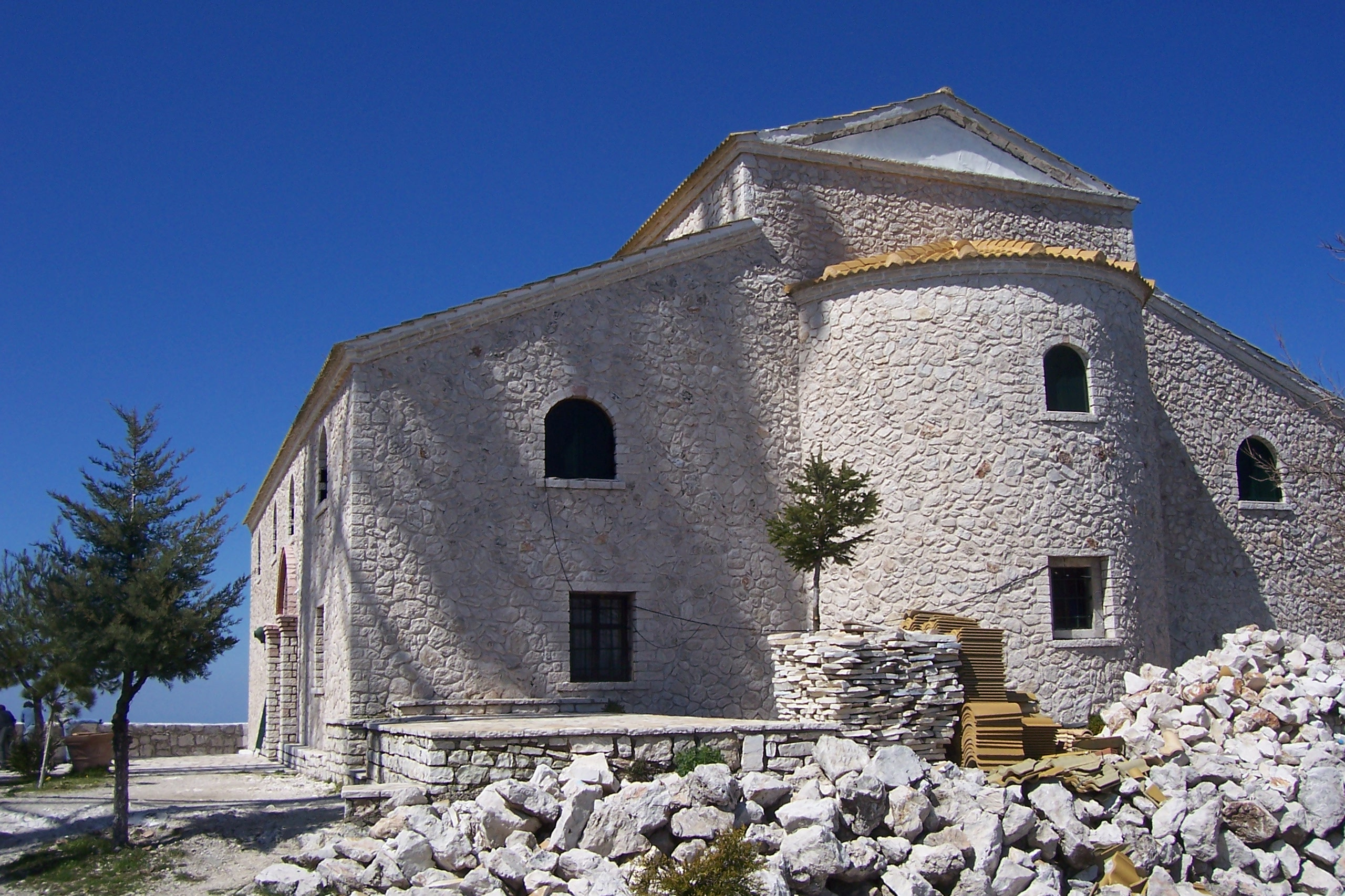
Église au mont Pantokrátor
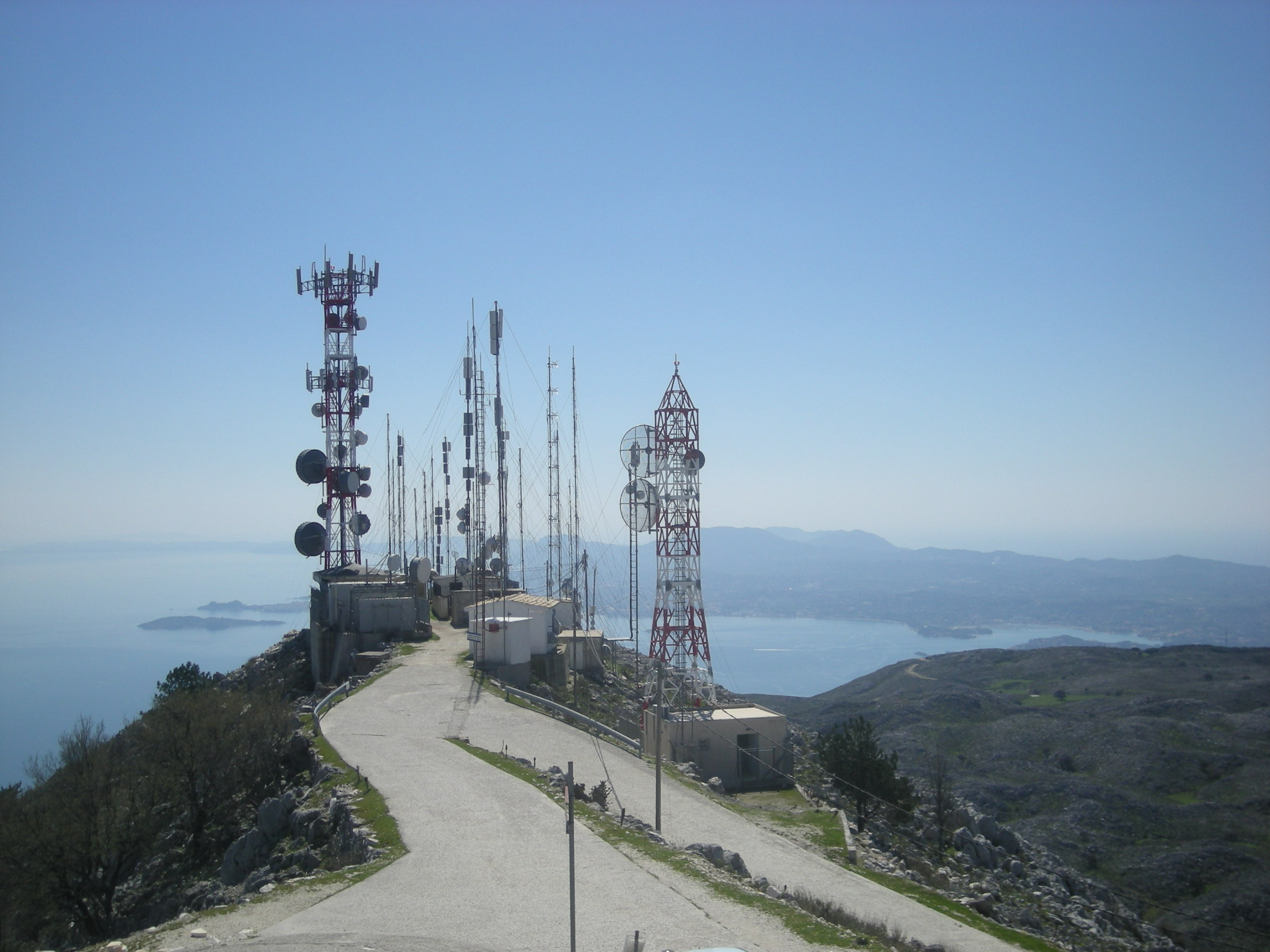
Centre de télécommunications
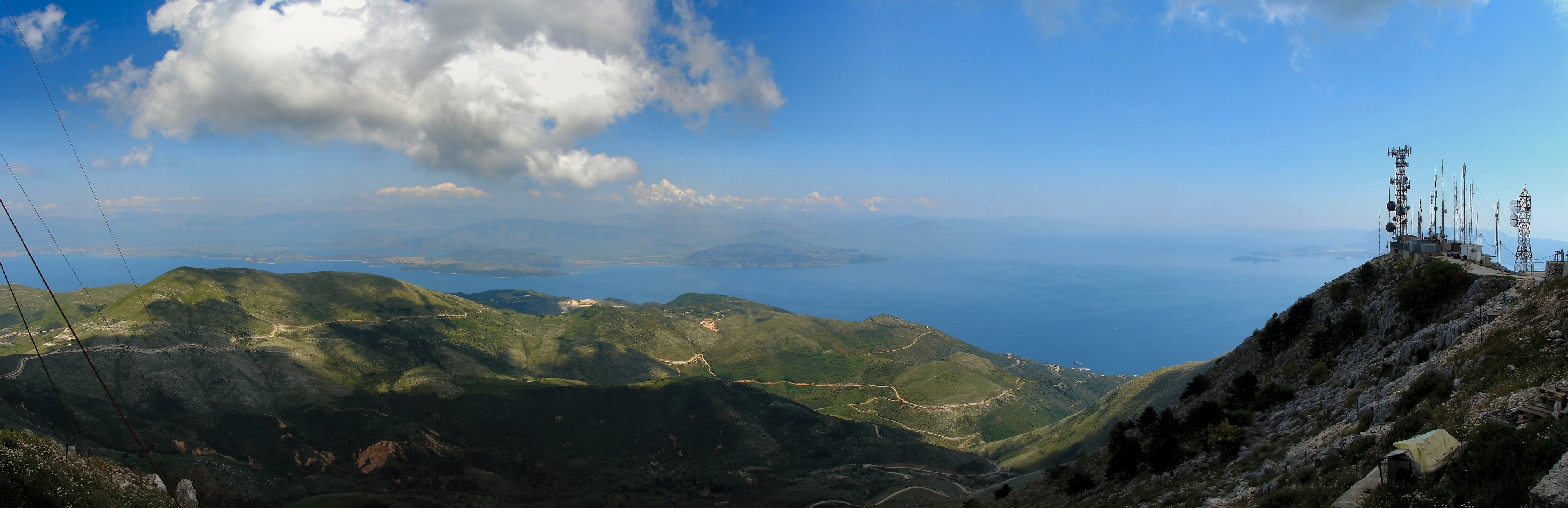
Pantokrátor, panorama